# Wilma
Wilma é um nome feminino, forma feminina de William. Pessoas com esse nome incluem:

## Pessoas
- Wilma Arizapana (nascida em 1982), corredora peruana de longa distância
- Wilma van den Berg (nascida em 1947), velocista neerlandesa
- Wilma M. Blom, cientista marinha
- Wilma Burgess (1939–2003), cantora americana
- Wilma Chan (1949–2021), política americana
- Wilma Lee Cooper (1921–2011), cantora americana
- Wilma Cosmé (nascida em 1966), cantora porto-riquenha conhecida como Sa-Fire
- Wilma De Angelis (nascida em 1931), cantora e apresentadora de TV italiana
- Wilma Dressel (nascida em 1983), remadora alemã
- Wilma Driessen (nascida em 1938), cantora de ópera neerlandesa
- Wilma Dykeman (1920–2006), escritora americana
- Wilma Elles (nascida em 1986), atriz alemã
- Wilma de Faria, política brasileira, governadora do Rio Grande do Norte
- Wilma Veronezes Torres (nascida em 1988), personalidade da internet brasileira, teóloga e política
- Wilma Anderson Gilman (1881-1971), pianista americana, professora de música, ativista social
- Wilma Goich (nascida em 1945), cantora pop e personalidade de TV italiana
- Wilma Scott Heide (1921–1985), autora feminista americana e ativista social
- Wilma van Hofwegen (nascida em 1971), nadadora neerlandesa
- Wilma Labate (nascida em 1949), diretora e roteirista de cinema italiana
- Wilma Landkroon (nascida em 1957), cantora pop neerlandesa
- Wilma B. Liebman (nascida em 1950), advogada americana
- Wilma Lipp (1925–2019), soprano operática austríaca
- Wilma Mankiller (1945–2010), política americana e primeira chefe feminina dos Cherokee
- Wilma Mansveld (nascida em 1962), Ministra do Meio Ambiente dos Países Baixos
- Wilma McCann (????–1975), primeira vítima do serial killer britânico Peter Sutcliffe
- Wilma Montesi (1932–1953), modelo italiana e vítima de assassinato
- Wilma Murto (nascida em 1998), atleta finlandesa de salto com vara
- Wilma Neruda (1838–1911), violinista tcheca
- Wilma Newhoudt-Druchen, política sul-africana
- Wilma Pastrana (nascida em 1970), primeira-dama de Porto Rico
- Wilma Rosbach (1921–2018), política americana
- Wilma Rudolph (1940–1994), velocista americana
- Wilma Rusman (nascida em 1958), corredora de longa distância neerlandesa
- Wilma Salas (nascida em 1991), jogadora de vôlei cubana
- Wilma Josefina Salgado (nascida em 1952), política e economista equatoriana
- Wilma M. Sherrill (nascida em 1939), política americana
- Wilma Smith (nascida em 1946), apresentadora de TV americana
- Wilma Smith (nascida em 1956), violinista nascida nas Fiji
- Wilma Stockenström (nascida em 1933), escritora, tradutora e atriz sul-africana
- Wilma Subra (nascida em 1943), cientista ambiental americana
- Wilma Tisch (nascida em 1927), socialite e herdeira americana
- Wilma Vaught (nascida em 1930), brigadeira-general da Força Aérea dos EUA
- Wilma van Velsen (nascida em 1964), nadadora neerlandesa
- Wilma Victor (1919–1987), educadora americana de ascendência Choctaw
- Wilma Webb (nascida em 1944), política americana

## Personagens fictícias
- Wilma, da franquia Onde Está o Wally?
- Wilma Bishop, de Strike Witches
- Wilma Cameron, do filme The Best Years of Our Lives
- Wilma Deering, da série de televisão Buck Rogers in the 25th Century
- Wilma Flintstone, da série animada Os Flintstones
- Wilma Page, na série da Oxford University Press The Magic Key de Roderick Hunt e Alex Brychta
- Wilma Tenderfoot, personagem titular de uma série de livros infantis de Emma Kennedy